# Ocana
Ocana (in corso Ocana) è un comune francese di 543 abitanti situato nel dipartimento della Corsica del Sud nella regione della Corsica.

## Società

### Evoluzione demografica
Abitanti censiti